# Liste der Olympiasieger im Karate
Diese Liste führt sämtliche Medaillengewinner im Karate bei Olympischen Sommerspielen auf. Karate wurde erstmals bei den 2021 ausgetragenen Olympischen Spielen 2020 olympisch ausgetragen.

## Männer

### Kumite

#### Kumite bis 67kg
| Olympia | Gold            | Silber      | Bronze                                   |
| ------- | --------------- | ----------- | ---------------------------------------- |
| 2020    | Steven Da Costa | Eray Şamdan | Darchan Assadilow Abdelrahman Al-Masatfa |

#### Kumite bis 75kg
| Olympia | Gold       | Silber        | Bronze                            |
| ------- | ---------- | ------------- | --------------------------------- |
| 2020    | Luigi Busà | Rəfael Ağayev | Gábor Hárspataki Stanislaw Horuna |

#### Kumite über 75kg
| Olympia | Gold             | Silber       | Bronze                   |
| ------- | ---------------- | ------------ | ------------------------ |
| 2020    | Sajjad Ganjzadeh | Tareg Hamedi | Ryūtarō Araga Uğur Aktaş |

### Kata
| Olympia | Gold       | Silber          | Bronze                    |
| ------- | ---------- | --------------- | ------------------------- |
| 2020    | Ryō Kiyuna | Damián Quintero | Ariel Torres Ali Sofuoğlu |

## Frauen

### Kumite

#### Kumite bis 55kg
| Olympia | Gold          | Silber              | Bronze                    |
| ------- | ------------- | ------------------- | ------------------------- |
| 2020    | Iwet Goranowa | Anschelika Terljuha | Bettina Plank Wen Tzu-yun |

#### Kumite bis 61kg
| Olympia | Gold            | Silber      | Bronze                   |
| ------- | --------------- | ----------- | ------------------------ |
| 2020    | Jovana Preković | Yin Xiaoyan | Giana Farouk Merve Çoban |

#### Kumite über 61kg
| Olympia | Gold             | Silber         | Bronze                  |
| ------- | ---------------- | -------------- | ----------------------- |
| 2020    | Feryal Abdelaziz | Irina Zaretska | Gong Li Sofja Berulzewa |

### Kata
| Olympia | Gold           | Silber        | Bronze                    |
| ------- | -------------- | ------------- | ------------------------- |
| 2020    | Sandra Sánchez | Kiyou Shimizu | Grace Lau Viviana Bottaro |